# إتباع حروف
إتباع الحروف هو جعل الحرف تابعا للحرف في الحركة، ويسمى الأول متبوعا والثاني تابعا. بعبارة أخرى هو نقل حركة المتبوع دون تسكين له.
يمكن أن يأتي المتبوع قبل التابع كما يمكن أن يأتي بعده؛ كما يكون الإتباع في حروف كلمة واحدة، أو الكلمات الكثيرة. نحو ضربتُمُ فالمتبوع حرف التاء والتابع حرف اللام تبعته في الضم، وكقولهم «الحمدُ لُله» بضم اللام التي بعد الدال إتباعا لضم الدال؛ وكما في جملة جاء العمُ الكريمُ بضم الميمين وهذا إتباع في الإعراب أي في الحركة الأخيرة وفي هذه الحالة يسمى اللفظ الثاني كله تابعا والأول متبوعا، والتوابع بهذا المعنى أربعة: النعت والعطف بنوعيه والتوكيد والبدل.